# Kevin O'Callaghan
Kevin O'Callaghan (Havering, 19 ottobre 1961) è un ex calciatore irlandese, di ruolo centrocampista e ala sinistra.
Ha recitato, insieme ad altri giocatori professionisti, al film del 1981, diretto da John Huston, Fuga per la vittoria (Escape to Victory), dove, nei titoli di coda, viene accreditato come Kevin O'Calloghan.

## Carriera
Nel 1980 viene acquistato, per la cifra record di 250.000 sterline dal Ipswich Town, entrando a far parte della rivoluzione attuata da Bobby Robson in quella squadra. Ebbe un piccolo ruolo nelle partite che portarono alla vincita della Coppa Uefa del 1981, motivando la chiamata nella nazionale irlandese, con la quale ha totalizzato 21 presenze, segnando 2 reti.
Fece parte della squadra del Portsmouth che nel 1987 tornò in Prima Divisione dopo 30 anni e poi firmò un contratto con Milwall, aiutando la squadra a raggiungere, per la prima volta nella syoria del club, la Prima Divisione nel 1988. La squadra rimase nel massimo campionato per due anni e O'Callaghan rimase per un ulteriore anno dopo la retrocessione.
La sua carriera si interruppe bruscamente nel 1994, per un infortunio ad un ginocchio.

### Nazionale
Esordisce il 29 aprile 1981 contro la Cecoslovacchia (3-1).

## Palmarès

### Club

#### Competizioni giovanili
- FA Youth Cup: 1

Millwall: 1978-1979